# جام جهانی فوتبال ۱۹۳۰
جام جهانی فوتبال ۱۹۳۰ نخستین دوره جام جهانی فوتبال، مسابقات قهرمانی جهان برای تیم‌های فوتبال حرفه‌ای مردان بود که از ۱۳ ژوئیه تا ۳۰ ژوئیه به میزبانی اروگوئه برگزار شد. فیفا نهاد بین‌المللی حاکمیتی فوتبال این کشور را در صدمین سالگرد تصویب نخستین قانون اساسی خود برای میزبانی برگزیده بود. تیم ملی فوتبال اروگوئه در المپیک تابستانی سال ۱۹۲۸ قهرمان شده بود. تمامی مسابقات در مونته ویدئو پایتخت کشور برگزار شد و میزبان بیشتر رقابت‌ها ورزشگاه سنتناریو بود که به همین منظور ساخته شده بود.
سیزده تیم (آمریکای جنوبی (۷ تیم)، اروپا (۴ تیم)، آمریکای شمالی (۲ تیم)) به رقابت وارد شدند. به دلیل دشواری‌های سفر به آمریکای جنوبی تعداد تیم‌های اروپایی کمی توانستند در نخستین جام جهانی شرکت کنند. تیم‌ها به چهار گروه تقسیم شدند که قهرمان هر گروه به نیمه نهایی می‌رسید. دو بازی نخست به‌طور هم‌زمان برگزار شدند و فرانسه ۴–۱ مکزیک را شکست داد و آمریکا ۳–۰ بر بلژیک چیره شد. لوسین لوران بازیکن تیم ملی فوتبال فرانسه نخستین گل در تاریخ جام جهانی را به ثمر رساند و جیمی داگلاس دروازه‌بان آمریکا با بسته نگه داشتن دروازه تیمش در مرحله گروهی نخستین دروازه‌بسته رسمی را به نام خود ثبت کرد.
در مرحله نیمه نهایی آرژانتین و اروگوئه با شکست آمریکا و یوگسلاوی به فینال راه یافتند و در بازی فینال و در برابر ۶۸٬۳۴۶ نفر تماشاگر اروگوئه ۴–۲ آرژانتین را شکست داد و فاتح نخستین جام جهانی فوتبال شد.

## انتخاب میزبان
ایتالیا، هلند، سوئد، اسپانیا، مجارستان و اروگوئه برای میزبانی جام جهانی ۱۹۳۰ اعلام آمادگی کردند و پیشنهاد اروگوئه پس از آنکه دیگر کشورها پیشنهاد خود را پس گرفتند پذیرفته شد.

## شرکت کنندگان
نخستین جام جهانی، تنها جام جهانی بود که در آن مسابقات انتخابی برگزار نشد. همه کشورهای عضو فیفا دعوتنامه‌ای برای شرکت در این رقابت‌ها دریافت کردند که باید تا ۲۸ فوریه ۱۹۳۰ به آن پاسخ می‌دادند. در قاره آمریکا و آمریکای جنوبی از این دعوت استقبال زیادی شد و کشورهای برزیل، آرژانتین، پرو، بولیوی، شیلی، مکزیک، پاراگوئه، و ایالات متحده برای حضور در مسابقات اعلام آمادگی کردند. اما تیمهای اروپایی بسیار اندکی، بخاطر دوری راه، گران بودن سفر با کشتی و نیز غیبت طولانی‌مدت بازیکنان و خطر از دست دادن شغل، تمایل به شرکت در مسابقات از خود نشان دادند. بعضی از کشورها در هیچ شرایطی حاضر به سفر به آمریکای جنوبی نبودند. تا دو ماه مانده به آغاز مسابقات هنوز هیچ کشور اروپایی رسماً حضور خود را اعلام نکرده بود. تا اینکه با دخالت ژول ریمه رئیس وقت فیفا و کش و قوسهای فراوان، چهار کشور بلژیک، فرانسه، یوگسلاوی و رومانی راهی سفر دریایی شدند. رومانیاییها در جنوای ایتالیا سوار کشتی کونته‌ورده شدند؛ فرانسویها و یوگوسلاوها از بندری در فرانسه، و بلژیکیها از بندر بارسلون. کشتی کونته‌ورده، ژول ریمه، جام و سه داور اروپایی را نیز با خود حمل می‌کرد.

## تاریخچه
چهار کشور اروپایی فرانسه، بلژیک، رومانی، یوگسلاوی به‌همراه کشورهای برزیل، آرژانتین، پرو، شیلی، مکزیک، پاراگوئه، بولیوی، ایالات متحده آمریکا و اروگوئه میزبان، ۱۳ کشور شرکت‌کننده در مسابقات بودند. تمام مسابقه‌ها در مونته‌ویدئو پایتخت اروگوئه و در سه ورزشگاه سنتناریو، پوکیتوس، و پارک‌سنترال برگزار شد. سنتناریو (به معنای سَده) ورزشگاهی غول‌آسا با گنجایش ۹۰ هزار نفر بود که هم برای بازیها و هم یک‌صدمین سالگرد استقلال اروگوئه ساخته شده بود. طراح این ورزشگاه خوان اسکاسو بود. ژول ریمه سنتناریو را که ورزشگاه اول برگزاری مسابقات بود «معبد فوتبال» می‌نامید. به دلیل برنامه‌ریزی شتابزده و بارانهای فصلی که باعث به تأخیر افتادن انجام پروژه شد، بهره‌برداری از ورزشگاه تا پنج روز مانده به آغاز مسابقات عملی نشد. از ۱۸ مسابقه انجام‌شده، ۱۰ مسابقه در این ورزشگاه برگزار شد از جمله دو مسابقه نیمه‌پایانی و مسابقه پایانی. دیگر مسابقه‌ها در دو ورزشگاه کوچکتر برگزار شد.
نخستین گل جام جهانی توسط لوسین لوران فرانسوی در دیدار آغازین بین فرانسه و مکزیک زده شد.
هیچ‌یک از ۲۵ دیدار انجام شده به تساوی نینجامید. پیروزی یوگسلاوی بر برزیل که یکی از امیدهای قهرمانی بود از شگفتی‌های جام بود.
دیدار آرژانتین و شیلی آنقدر خشن بود که پلیس را وادار کرد پیش از پایان نیمهٔ نخست مسابقه مداخله نماید.
گیرمو استابیله مهاجم آرژانتینی در تنها چهار دیدار که در آن حضور داشت، ۸ گل به ثمر رساند.
در فینال مسابقه‌ها بر اساس تعیین سکه، نیمهٔ یکم با توپ آرژانتینی‌ها و نیمهٔ دوم با توپ اروگوئه‌ی‌ها آغاز گردید که نیمهٔ یکم ۱ – ۲ به سود آرژانتین پایان یافت. در نیمهٔ دوم اروگوئه‌ای‌ها با توپ خود سه بار دروازهٔ آرژانتین را گشودند. یکصد هزار نفر بینندهٔ دیدار پایانی بودند. روز پس از دیدار پایانی آرژانتینی‌ها برای ناراحتی شکست به کنسولگری اروگوئه در بوئنوس‌آیرس یورش بردند.
| مونته‌ویدئوجام جهانی فوتبال ۱۹۳۰ (اروگوئه) · | مونته‌ویدئو                                                             | مونته‌ویدئو                                                  | مونته‌ویدئو                                                               |
| مونته‌ویدئوجام جهانی فوتبال ۱۹۳۰ (اروگوئه) · | ورزشگاه سنتناریو                                                       | ورزشگاه گران پارک سنترال                                    | ورزشگاه پاکیتوس                                                          |
| مونته‌ویدئوجام جهانی فوتبال ۱۹۳۰ (اروگوئه) · | ۳۴°۵۳′۴۰٫۳۸″ جنوبی ۵۶°۹′۱۰٫۰۸″ غربی / ۳۴٫۸۹۴۵۵۰۰°جنوبی ۵۶٫۱۵۲۸۰۰۰°غربی | ۳۴°۵۴′۴″ جنوبی ۵۶°۹′۳۲″ غربی / ۳۴٫۹۰۱۱۱°جنوبی ۵۶٫۱۵۸۸۹°غربی | ۳۴°۵۴′۱۸٫۳۷۸″ جنوبی ۵۶°۹′۲۲٫۴۲″ غربی / ۳۴٫۹۰۵۱۰۵۰۰°جنوبی ۵۶٫۱۵۶۲۲۷۸°غربی |
| مونته‌ویدئوجام جهانی فوتبال ۱۹۳۰ (اروگوئه) · | ظرفیت: ۹۰٬۰۰۰                                                          | ظرفیت: ۲۰٬۰۰۰                                               | ظرفیت: ۱٬۰۰۰                                                             |
| مونته‌ویدئوجام جهانی فوتبال ۱۹۳۰ (اروگوئه) · |                                                                        |                                                             |                                                                          |

## تیم‌های شرکت‌کننده
در نخستین دورهٔ جام جهانی تنها تیم‌های قاره‌های آمریکای جنوبی، آمریکای شمالی و اروپا شرکت کردند.
آمریکای جنوبی
- آرژانتین
- اروگوئه
- برزیل
- بولیوی
- پاراگوئه
- پرو
- شیلی

آمریکای شمالی، مرکزی و کشورهای حوزهٔ دریای کاراییب
- آمریکا
- مکزیک

اروپا
- بلژیک
- رومانی
- فرانسه
- یوگسلاوی

### شیوهٔ امتیازدهی
بازی‌ها به صورت لیگی برگزار می‌شد، هر تیم با تمام تیم‌های دیگر گروه خود بازی می‌کرد. برای هر برد ۲ امتیاز، برای تساوی ۱ امتیاز و برای باخت صفر امتیاز به تیم‌ها داده می‌شد.

### نتایج مرحلهٔ گروهی
در جداول زیر:
- امتیاز = مجموع امتیازهای به‌دست آمده
- بازی = مجموع بازی‌های انجام شده
- برد = مجموعه تعداد بردها
- تساوی = مجموع تعداد تساوی‌ها
- باخت = مجموع تعداد باخت‌ها
- گل زده = مجموع تعداد گل‌های به‌ثمر رسیده
- گل خورده = مجموع تعداد گل‌های خورده
- تفاضل = تفاضل گل (گل زده - گل خورده)

#### گروه ۱
| تیم      | امتیاز | بازی | برد | مساوی | باخت | گل زده | گل خورده | تفاضل گل | وضعیت              |
| -------- | ------ | ---- | --- | ----- | ---- | ------ | -------- | -------- | ------------------ |
| آرژانتین | ۶      | ۳    | ۳   | ۰     | ۰    | ۱۰     | ۴        | ۶+       | صعود به نیمه نهایی |
| شیلی     | ۴      | ۳    | ۲   | ۰     | ۱    | ۵      | ۳        | ۲+       | حذف                |
| فرانسه   | ۲      | ۳    | ۱   | ۰     | ۲    | ۴      | ۳        | ۱+       | حذف                |
| مکزیک    | ۰      | ۳    | ۰   | ۰     | ۳    | ۴      | ۱۳       | ۹-       | حذف                |

| ۱۳ ژوئیه ۱۹۳۰ |     |        |                                      |
| فرانسه        | ۴–۱ | مکزیک  | ورزشگاه پاکیتوس، مونته‌ویدئو          |
| ۱۵ ژوئیه ۱۹۳۰ |     |        |                                      |
| آرژانتین      | ۱–۰ | فرانسه | ورزشگاه گران پارک سنترال، مونته‌ویدئو |
| ۱۶ ژوئیه ۱۹۳۰ |     |        |                                      |
| شیلی          | ۳–۰ | مکزیک  | ورزشگاه گران پارک سنترال، مونته‌ویدئو |
| ۱۹ ژوئیه ۱۹۳۰ |     |        |                                      |
| شیلی          | ۱–۰ | فرانسه | ورزشگاه سنتناریو، مونته‌ویدئو         |
| آرژانتین      | ۶–۳ | مکزیک  | ورزشگاه سنتناریو، مونته‌ویدئو         |
| ۲۲ ژوئیه ۱۹۳۰ |     |        |                                      |
| آرژانتین      | ۳–۱ | شیلی   | ورزشگاه سنتناریو، مونته‌ویدئو         |

#### گروه ۲
| تیم      | امتیاز | بازی | برد | مساوی | باخت | گل زده | گل خورده | تفاضل گل | وضعیت              |
| -------- | ------ | ---- | --- | ----- | ---- | ------ | -------- | -------- | ------------------ |
| یوگسلاوی | ۴      | ۲    | ۲   | ۰     | ۰    | ۶      | ۱        | ۵+       | صعود به نیمه نهایی |
| برزیل    | ۲      | ۲    | ۱   | ۰     | ۱    | ۵      | ۲        | ۳+       | حذف                |
| بولیوی   | ۰      | ۲    | ۰   | ۰     | ۲    | ۰      | ۸        | ۸-       | حذف                |

| ۱۴ ژوئیه ۱۹۳۰ |     |        |                                      |
| یوگسلاوی      | ۲–۱ | برزیل  | ورزشگاه گران پارک سنترال، مونته‌ویدئو |
| ۱۷ ژوئیه ۱۹۳۰ |     |        |                                      |
| یوگسلاوی      | ۴–۰ | بولیوی | ورزشگاه گران پارک سنترال، مونته‌ویدئو |
| ۲۰ ژوئیه ۱۹۳۰ |     |        |                                      |
| برزیل         | ۴–۰ | بولیوی | ورزشگاه سنتناریو، مونته‌ویدئو         |

#### گروه ۳
| تیم     | امتیاز | بازی | برد | مساوی | باخت | گل زده | گل خورده | تفاضل گل | وضعیت              |
| ------- | ------ | ---- | --- | ----- | ---- | ------ | -------- | -------- | ------------------ |
| اروگوئه | ۴      | ۲    | ۲   | ۰     | ۰    | ۵      | ۰        | ۵+       | صعود به نیمه نهایی |
| رومانی  | ۲      | ۲    | ۱   | ۰     | ۱    | ۳      | ۵        | ۲-       | حذف                |
| پرو     | ۰      | ۲    | ۰   | ۰     | ۲    | ۱      | ۴        | ۳-       | حذف                |

| ۱۴ ژوئیه ۱۹۳۰ |     |        |                              |
| رومانی        | ۳–۱ | پرو    | ورزشگاه پاکیتوس، مونته‌ویدئو  |
| ۱۸ ژوئیه ۱۹۳۰ |     |        |                              |
| اروگوئه       | ۱–۰ | پرو    | ورزشگاه سنتناریو، مونته‌ویدئو |
| ۲۱ ژوئیه ۱۹۳۰ |     |        |                              |
| اروگوئه       | ۴–۰ | رومانی | ورزشگاه سنتناریو، مونته‌ویدئو |

#### گروه ۴
| تیم                 | امتیاز | بازی | برد | مساوی | باخت | گل زده | گل خورده | تفاضل گل | وضعیت              |
| ------------------- | ------ | ---- | --- | ----- | ---- | ------ | -------- | -------- | ------------------ |
| ایالات متحده آمریکا | ۴      | ۲    | ۲   | ۰     | ۰    | ۶      | ۰        | ۶+       | صعود به نیمه نهایی |
| پاراگوئه            | ۲      | ۲    | ۱   | ۰     | ۱    | ۱      | ۳        | -۲       | حذف                |
| بلژیک               | ۰      | ۲    | ۰   | ۰     | ۲    | ۰      | ۴        | -۴       | حذف                |

| ۱۳ ژوئیه ۱۹۳۰       |     |          |                                      |
| ایالات متحده آمریکا | ۳–۰ | بلژیک    | ورزشگاه گران پارک سنترال، مونته‌ویدئو |
| ۱۷ ژوئیه ۱۹۳۰       |     |          |                                      |
| ایالات متحده آمریکا | ۳–۰ | پاراگوئه | ورزشگاه گران پارک سنترال، مونته‌ویدیو |
| ۲۰ ژوئیه ۱۹۳۰       |     |          |                                      |
| پاراگوئه            | ۱–۰ | بلژیک    | ورزشگاه سنتناریو، مونته‌ویدئو         |

## مرحله حذفی
|  | نیمه‌پایانی                       | نیمه‌پایانی |   |  | پایانی                           | پایانی |  |
|  |                                  |            |   |  |                                  |        |  |
|  | ۲۷ ژوئیه – مونته‌ویدئو (سنتناریو) |            |   |  |                                  |        |  |
|  | اروگوئه                          | ۶          |   |  |                                  |        |  |
|  | یوگسلاوی                         | ۱          |   |  |                                  |        |  |
|  |                                  |            |   |  |                                  |        |  |
|  |                                  |            |   |  | ۳۰ ژوئیه – مونته‌ویدئو (سنتناریو) |        |  |
|  |                                  |            |   |  | اروگوئه                          | ۴      |  |
|  |                                  | آرژانتین   | ۲ |  |                                  |        |  |
|  |                                  |            |   |  |                                  |        |  |
|  |                                  |            |   |  |                                  |        |  |
|  |                                  |            |   |  |                                  |        |  |
|  | ۲۶ ژوئیه – مونته‌ویدئو (سنتناریو) |            |   |  |                                  |        |  |
|  | آرژانتین                         | ۶          |   |  |                                  |        |  |
|  | ایالات متحده آمریکا              | ۱          |   |  |                                  |        |  |

### نیمه نهایی
| آرژانتین                                                                               | ۶–۱ | ایالات متحده آمریکا |
| -------------------------------------------------------------------------------------- | --- | ------------------- |
| لویس مونتی ۲۰' · آلخاندرو سکوپلی ۵۶' · گیرمو استابیله ۶۹'، ۸۷' · کارلوس پیوسل ۸۰'، ۸۵' |     | جیم براون ۸۹'       |

| اروگوئه                                                              | ۶–۱ | یوگسلاوی             |
| -------------------------------------------------------------------- | --- | -------------------- |
| پدرو سی ۱۸'، ۶۷'، ۷۲' · پرگرینو آنسلمو ۲۰'، ۳۱' · سانتوس ایریاته ۶۱' |     | دورده ووجادینوویچ ۴' |

### فینال
| اروگوئه                                                                     | ۲–۴                                                      | آرژانتین                              |
| --------------------------------------------------------------------------- | -------------------------------------------------------- | ------------------------------------- |
| پابلو دورادو ۱۲' · پدرو سی ۵۷' · ویکتوریانا ایریارته ۶۸' · هکتور کاسترو ۸۹' | Report بایگانی‌شده در ۱۴ نوامبر ۲۰۱۶ توسط Wayback Machine | کارلوس پیوسل ۲۰' · گیرمو استابیله ۳۷' |

## تابلوی افتخار
- بهترین خط حمله:آرژانتین  (۱۸ گل)
- بهترین خط دفاع: اروگوئه  (۳ گل)
- همهٔ تماشاگران: ۵۴۷٫۳۰۸ نفر
- بهترین بازیکن: هکتور اسکارونه (اروگوئه )
- بهترین گلزن: گیرمو استابیله (آرژانتین )

| قهرمان جام جهانی ۱۹۳۰ اروگوئه |
| ----------------------------- |
| · اروگوئه · نخستین عنوان      |